# Clavodorum fusum
Clavodorum fusum är en ringmaskart som först beskrevs av Hartman 1967.  Clavodorum fusum ingår i släktet Clavodorum och familjen Sphaerodoridae. Inga underarter finns listade i Catalogue of Life.